# ORF-Big Band
Die ORF-Big Band in Wien war die 1971 gegründete Radio-Big Band des Österreichischen Rundfunks ORF. Sie bestand bis zum Jahre 1981.

## Bandgeschichte
Die ORF Big Band ist aus dem vormaligen, bis zum Sommer 1971 bestehenden Orchester Johannes Fehring hervorgegangen und wurde im Oktober 1971 unter Mitwirkung von Johannes Fehring und Erich Kleinschuster gegründet. Kleinschuster sollte fortan auch einer der Dirigenten sowie administrativer Leiter der Band sein.
Im Unterschied zum vormaligen Orchester von Johannes Fehring kamen die Mitglieder der Band nicht nur aus dem deutschsprachigen Raum, sondern auch aus dem Ausland, vor allem aus den USA. Die ORF-Big Band hatte sich mit ihrem unverwechselbaren Sound und der Besetzung mit Jazz-Solisten und Gästen von internationalem Rang (hier vor allem den US-Trompetern Art Farmer und Benny Bailey, den US-Bassisten Jimmy Woode und Wayne Darling sowie Gastsolisten wie dem US-Saxophonisten Jimmy Heath) bis zu ihrer Auflösung im Jahre 1981 nicht nur im deutschsprachigen Raum, sondern auch international gesehen einen hervorragenden Ruf als jazzorientierte Radio-Big-Band geschaffen. Die Musiker Fritz Pauer am Piano, Harry Pepl an der Gitarre, Jimmy Woode am Bass und Erich Bachträgl am Schlagzeug stellten das pulsierende Herz der ORF-Big Band dar.
Ziel war es, mit der Band Aufnahmen österreichischer Urheber in den Bereichen Jazz und Unterhaltungsmusik vornehmlich für den Rundfunk zu produzieren. In neun Monaten andauernden Arbeitsperioden wurden jährlich bis zu 180 Titel aufgezeichnet, was zunächst auf Magnetband, später auch auf sogenannten „Arbeitsplatten“ geschah. In der Regel wurden drei Titel pro Aufnahmesitzung, welche zumeist am Vormittag im Wiener Funkhaus stattfand, aufgenommen. Die ORF-Big Band war in dem damals jazzorientierten ORF-Sender Österreich 3 regelmäßig zu hören, und zwar insbesondere in den bis 1980 laufenden Ö3–Sendereihen „Jazz mit Erich Kleinschuster“ und „Big-Band-Sound in Stereo“. Auch in Fernsehshows und Unterhaltungssendungen des ORF trat die Big Band auf; eine Kooperation gab es beispielsweise auch mit dem deutschen Südfunk Stuttgart.

## Dirigenten und Gastdirigenten

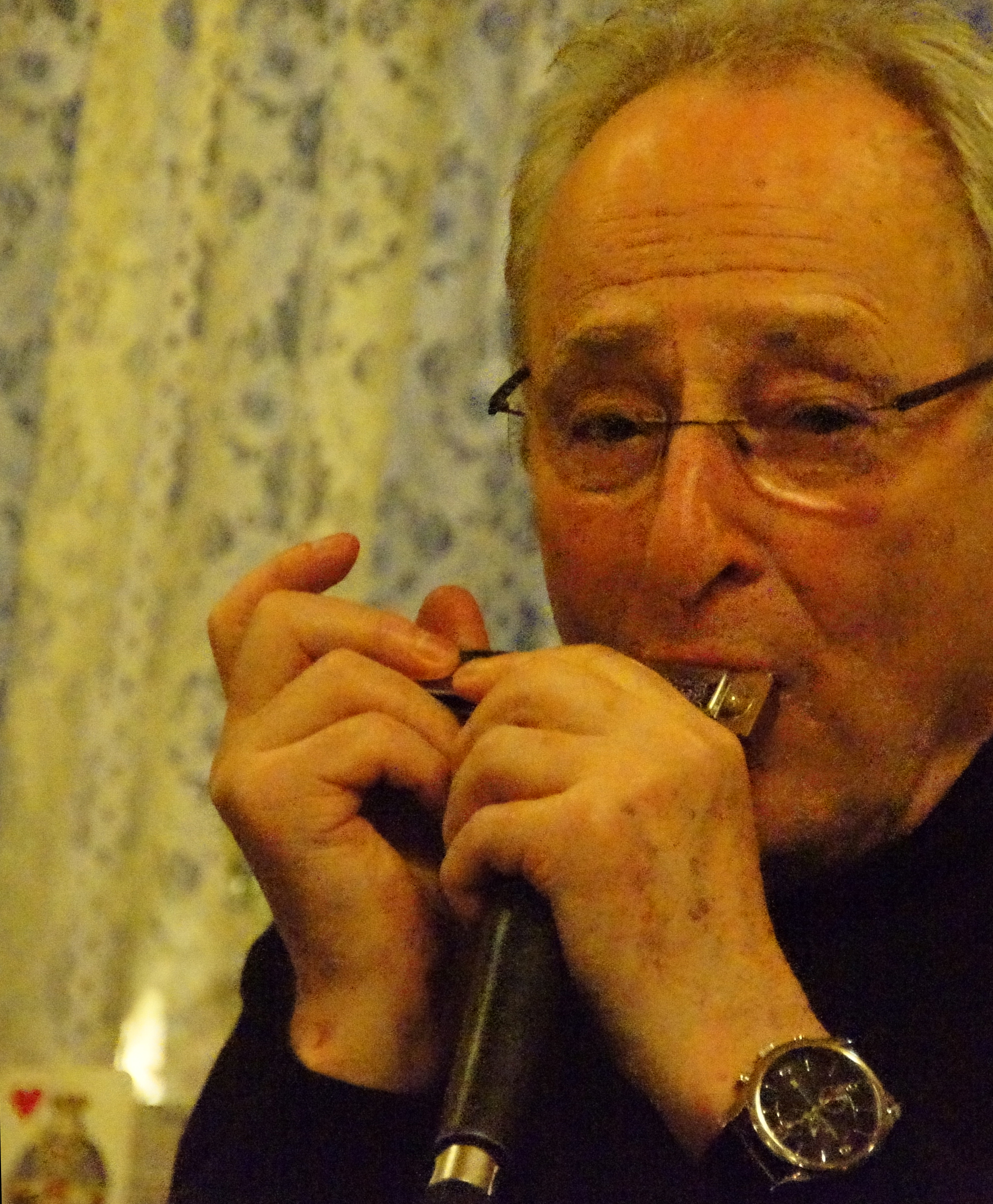
Richard Oesterreicher, Wien 2013.

Die wichtigsten Dirigenten/Gastdirigenten der ORF-Big Band waren Karel Krautgartner, Erich Kleinschuster, Richard Oesterreicher, Hans Salomon, Ernst Kugler, Slide Hampton und Ernie Wilkins. Dabei ist Karel Krautgartner mit mehreren hundert von ihm geleiteten Aufnahmen der produktivste Dirigent der ORF-Big Band gewesen; ihm ist auch die im Jahre 2005 auf Initiative des Österreichischen Komponistenbundes (ÖKB) erschienene Doppel-CD der ORF-Big Band mit Aufnahmen aus den Jahren 1972 und 1980 und mit dem Titel Salut to the Band gewidmet. Darüber hinaus arbeitete die ORF-Big-Band von Zeit zu Zeit auch mit dem bekannten Big-Band-Leiter, Komponisten und Pianisten George Gruntz zusammen.

## Besetzung
- Trompeten: Robert Demmer, Robert Politzer, Art Farmer, Ernst Lamprecht, Benny Bailey, Lee Harper, Eduard Holnthaner[2]
- Saxophone: Hans Salomon, Hans Löw, Karl Drewo, Leszek Zadlo, Peter Klinger, Felix Hanusik
- Posaunen: Garney Hicks, Butch Kellem, Charles „Chas“ Baker, Willi Meerwald, Heinz Czadek, Roy Deuvall, Bobby Dodge, Ilter Yenisen
- Piano/E-Piano: Fritz Pauer, Frank Mantooth, Herwig Gratzer
- Gitarre: Richard Oesterreicher, Harry Pepl, Rens Newland
- Bass: Jimmy Woode, Tom Baker, Wayne Darling, Bert Thompson, Heinz Jäger
- Schlagzeug: Erich Bachträgl, Fritz Ozmec

## Diskografische Hinweise
- Aniko Benkö Und Die ORF Big Band: Aniko (Polydor, 1974)
- Roland Kovac & The ORF Big Band: King Size (Selected Sound, 1974)
- Art Farmer & The ORF-Big Band: Talk to Me (Pye Records, 1975)
- ORF Big Band und Chor – Ltg.: Erich Kleinschuster: Happy Tyrolian Sound (Philips, 1975)
- ORF Big Band Conducted By Richard Oesterreicher – Soloist: Harry Pepl: Leave Me (WM Produktion, 1976)
- ORF Big Band; Leitung: Karel Krautgartner: Eleven Steps (BASF, 1977)
- ORF Big Band – Richard Oesterreicher: Crazy-Land (WM Produktion, 1978)
- Erich Kleinschuster – ORF Big Band: Maurische Anekdoten (EGO Records, 1980)
- Sittin‘ on an Rainbow, aufgenommen in den Jahren 1972 bis 1975 – Leitung Ernst Kugler (erschienen 2003)
- Salut to the Band, aufgenommen 1972 und 1980 – Leitung Karel Krautgartner (erschienen 2005)